# Ústřední seznam kulturních památek České republiky
Ústřední seznam kulturních památek České republiky (ÚSKP ČR) vede Národní památkový ústav (NPÚ) jako ústřední organizace státní památkové péče na základě zákona č. 20/1987 Sb., o státní památkové péči. Byl nově zřízen s nabytím účinnosti zákona č. 20/1987 Sb., o státní památkové péči, kdy do něj byla sloučena data z dosavadních krajských rejstříků. V letech 2007 až 2015 probíhá na základě usnesení vlády digitalizace a modernizace seznamu a souvisejících procesů a služeb. Do roku 2015 byla k evidenci památek užívána řada dílčích systémů, k 1. prosinci 2015 je spuštěn nový Památkový katalog. 

## Historie evidence památek
V roce 1850 byla v Rakousku-Uhersku založena Centrální komise pro soupis stavebních památek. Od roku 1872 se zapisovaly i movité památky. V letech 1907–1937 byly pod vedením konzervátorů Státního památkového ústavu sepsány památky z 52 okresů.
Zákon č. 22/1958 Sb., o kulturních památkách, v § 7 stanovil, že památky se z evidenčních důvodů zapisují do státních seznamů památek, ale že chráněny jsou i památky do seznamů nezapsané. Památky zákon v § 2 obecně definoval, přičemž odst. 3 stanovil, že v pochybnostech se považuje věc za památku až do rozhodnutí výkonného orgánu krajského národního výboru, který si před rozhodnutím vyžádá posudek ústavu památkové péče a ochrany přírody.
V letech 1984–1987 v rámci generální aktualizace nemovitých kulturních památek byly seznamy aktualizovány a zpřesněny, a promítnuty do katastru nemovitostí, zároveň byl počet památek snížen. Zákon č. 20/1987 Sb., o státní památkové péči, změnil seznamy v závazné a definující, tj. stanovil, že považuje za kulturní památky věci prohlášené za ně Ministerstvem kultury ČR a také památky zapsané do státních seznamů podle dřívějších právních předpisů.
V letech 2000–2007 proběhla obnova identifikace kulturních památek. V letech 2005–2011 proběhla obnova identifikace movitých kulturních památek. Také proběhla revize památkově chráněných území. Obnova identifikace se označovala zkratkou REI.

## Stav Ústředního seznamu KP do roku 2015
Dosavadní základní systémy evidence památkového fondu jsou technologicky zastaralé, založené na jednouživatelských kancelářských databázových systémech, což umožňuje editaci dat pouze několika pracovníkům na ústředním pracovišti NPÚ a neumožňuje operativní online editaci z ostatních pracovišť NPÚ a z MK ČR. Neexistuje ani přímé propojení s ČÚZK pro zanášení informace o památkové ochraně do katastru nemovitostí a propojení s územními články státní správy (krajské úřady, úřady obcí s rozšířenou působností) a s obcemi. Aplikace pro jednotlivé části památkového fondu (nemovité a movité památky, mobiliární fondy, památkově chráněná území, území s archeologickými nálezy) fungují odděleně a neumožňují přímé propojení souvisejících záznamů. Popisná a geografická data jsou zpracována odděleně, související archivní dokumentace (evidenční karty, fotografie, mapy, plány) a spisová agenda nejsou digitalizovány vůbec. Nejsou k dispozici aktuální digitální polohopisná data, především vektorová data katastru nemovitostí, do dat jsou již od jejich vzniku zanášeny nepřesnosti. Související agendy jsou založeny na oběhu papírových dokumentů. Kapacitně ani finančně není zajištěna digitalizace dostupných údajů a dokumentů. Kvůli tomuto stavu nelze garantovat potřebnou kvalitu obsahu ÚSKP ani zajistit potřebné služby při poskytování dat, a to ani služby, které musí být poskytovány ze zákona.
Součástí Integrovaného informačního systému památkové péče (IISPP), budovaného od roku 2006, jsou Geografický informační systém (GIS) a Metainformační systém (MIS). Postupně mají být do systému integrována data z dosud používaných starších aplikací:
- MonumIS je sada lokálních databázových aplikací, primárně určených pro vedení Ústředního seznamu kulturních památek ČR podle památkového zákona. Byly vytvářeny v letech 1996–2002, jejichž vývoj byl ukončen v roce 2007. V roce 2007 byla zahájena příprava systému Památkový katalog NPÚ, kterým by měl být stávající systém nahrazen. Mobiliární fondy jsou vyčleněny do samostatné aplikace CastIS (viz níže).[3]
- MonumNet je sada webových aplikací určených primárně pro prezentaci vybraných dat ze systému MonumIS. Přidruženy jsou další webové aplikace odborného i provozního charakteru. Systém má veřejnou část a část vyhrazenou pro pracovníky státní památkové péče.
- ISAD je sada webových aplikací sloužících jako informační systém o archeologických datech, zejména pro prezentaci dat Státního archeologického seznamu ČR, ke kterým jsou dále přidružovány další webové aplikace odborného charakteru. Zpřístupňuje též data z dalších zdrojů, jako jsou Obrazová dokumentace archeologických nalezišť, Významné archeologické lokality, Archeologická databáze Čech, Přehledy výzkumů a další.
- ArtGuard je aplkace v rámci programu ISO (Integrovaný systém ochrany movitého kulturního dědictví). Zároveň slouží k agendě evidence a procesů týkajících se prodeje a vývozu předmětů kulturní hodnoty. Od roku 2006 je využíván též k aktualizaci údajů ÚSKP týkajících se movitých památek.
- CastIS je aplikace pro oddělenou evidenci a správu mobiliárních fondů, obsahující asi milion záznamů. Obsahuje základní evidenci předmětů doplněnou digitálním multimediálním zpracováním identifikace (fotografie, videosekvence rotace ap.)
- Clavius je aplikace určená pro evidenci a katalogizaci knihoven.

## Veřejné rozhraní aplikace MonumNet
Část evidence ze systému MonumIS, zahrnující nemovité kulturní památky, památkově chráněná území (památkové zóny a památkové rezervace), světové dědictví, národní kulturní památky (včetně movitých) a nejohroženější nemovité kulturní památky, byla veřejně dostupná na internetu prostřednictvím webové aplikace MonumNet. 
MonumNet byl základem pro sestavení seznamů českých nemovitých kulturních památek na české verzi Wikipedie a rozšiřování fotografické sbírky v rámci soutěže Wiki miluje památky.
Od listopadu 2015 je jako nástupce MonumNet spuštěn Památkový katalog. Dosavadní portál Monumnet zůstal přístupný i nadále, ale pouze jako rozcestník. Jediná datová část, přístupná veřejnosti, je seznam restaurátorů.

## Údaje o movitých kulturních památkách
Do údajů o movitých kulturních památkách mohou do Ústředního seznamu nahlížet vlastník movité kulturní památky, osoby při výkonu státní správy, pokud tyto údaje potřebují pro plnění svých úkolů, osoby pro studijní účely na základě písemného potvrzení příslušného školského zařízení nebo příslušné kulturní instituce a osoby pro vědeckovýzkumné účely na základě písemného potvrzení zadavatele výzkumného úkolu; ostatní osoby tak mohou učinit pouze s písemným souhlasem vlastníka.

## Památkový katalog a digitalizace Ústředního seznamu KP
V návaznosti na programový dokument „Základní cíle Strategie efektivní veřejná správa a přátelské veřejné služby (Smart Administration) v období let 2007–2013“, schválený usnesením vlády České republiky č. 197 ze dne 28. února 2007, vláda České republiky usnesením č. 1440 z 19. prosince 2007 vyjádřila souhlas s předloženým záměrem digitalizace ÚSKP a uložila ministru kultury zpracovat, připravit a do 31. prosince 2008 předložit vládě návrh projektu Uplatnění principu Smart Administration v oblasti nakládání s památkovým fondem České republiky, ministru vnitra a předsedovi Českého úřadu zeměměřického a katastrálního uložila na přípravě projektu s ministrem kultury spolupracovat. Ministerstvo kultury pověřilo přípravou projektu Národní památkový ústav. Projekt reflektuje i Strategií rozvoje služeb pro informační společnost v České republice na období 2008–2012, kterou schválila vláda ČR usnesením č. 854 dne 9. července 2008. Projekt je veden pod č. 12 na indikativním seznamu záměrů strategických projektů pro čerpání prostředků ze Strukturálních fondů EU v rámci Smart Administration – příloze ke strategii Efektivní veřejná správa a přátelské veřejné služby, schválené usnesením vlády ČR č. 536 dne 14. května 2008.
V rámci projektu měl být vytvořen nový elektronický systém evidence památkového fondu, který jako registr veřejné správy má mít návaznost na základní registry, především na Registr územní identifikace, adres a nemovitostí (RUIAN). Mají být též elektronizovány procesní postupy například při vyhlašování památek a zajištěna naváznost na Registr práv a povinností. Má být zajištěna online aktualizace dat včetně přesného prostorového vymezení památek v geografickém informačním systému (GIS) a digitalizována základní archivní dokumentace. Informace mají být prostřednictvím webových služeb a komunikačních prostředků veřejné správy zpřístupněny příslušným správním úřadům, dotčeným osobám atd. a též zveřejněny prostřednictvím portálu veřejné správy, včetně elektronických formulářů pro podávání souvisejících žádostí.
Nedatovaný projekt digitalizace zveřejněný na webu ministerstva kultury ČR je rozdělen do etap se stanovenými termíny a vyčísleným odhadem nákladů, které jsou celkově vyčísleny na 230 milionů Kč. 85 % má být hrazeno ze strukturálních fondů EU – Evropského fondu pro regionální rozvoj (ERDF), zbylých 15 % ze státního rozpočtu prostřednictvím ministerstva kultury. Nasazení aplikací pro správu dat do ostrého provozu v rámci NPÚ bylo plánováno na průběh roku 2011, dokončení procesní a integrační platformy včetně zpřístupnění dat bylo směrováno na konec roku 2013 s tím, že digitalizace geografických dat a archivní dokumentace by přesahovala až do konce roku 2015.
Etapy 1 až 4 se týkají vývoje a nasazení aplikací: pro 1. etapu projektu (příprava, analýza, návrh zadání) uvádí období od září 2007 do konce září 2009 a náklady 11,2 milionu Kč, pro druhou etapu (realizaci aplikací) navazující období do konce června 2010 a náklady 42,65 milionu Kč, pro 3. etapu (ověřovací provoz a jeho vyhodnocení) navazující období do konce listopadu 2010 a náklady 8,25 milionu Kč, pro 4. etapu (rekonfigurace aplikací a ostrá migrace dat) navazující období do konce ledna 2011 a náklady 5 milionů Kč. Jako pátá etapa je označeno vybavování pracovišť komunikační infrastrukturou v období od začátku roku 2009 do konce roku 2011 nákladem 32,7 milionu Kč. Jako 6. etapa, s termínem od července 2009 do prosince 2015 a náklady 55,4 milionů Kč, je uvedeno zpracování geografických dat a digitalizace archivní dokumentace. Sedmou etapu je návrh a vytvoření integrační platformy a služeb zpřístupnění dat (od začátku roku 2010 do konce roku 2013, náklady 35,4 milionů Kč) a sedmou etapou je elektronizace procesů souvisejících agend (termín shodný s 6. etapou, náklady 39,4 miliony Kč.
Zadávací dokumentace na návrh a implementaci aplikace Památkový katalog NPÚ, datovaná rokem 2011, požadovala umožnit evidenci nejen vyhlášených kulturních památek, ale i dalších objektů, které status KP nemají, ale nacházejí se v památkově chráněných územích či v prostředí KP nebo se jedná o objekty či území s nepochybnou kulturně historickou hodnotou místního významu. Tato nová část s pracovním názvem Soupis má být zdrojovou bází i pro podávání návrhů na prohlášení za KP, podkladem pro tvorbu plánů ochrany a poskytování podrobných územně analytických podkladů (ÚAP). Památkový katalog NPÚ má být koncipován jako součást Integrovaného informačního systému památkové péče (IISPP) a zohledňovat vazby na další části tohoto systému (Geografický informační systém GIS, Metainformační systém MIS, Informační systém o archeologických datech ISAD, Tritius, CastIS, ArtGuard, DMS, Intranet NPÚ, Elektronická spisová služba ESS a Centrální správa číselníků). Základní jednotkou databáze má být jeden záznam o „památkové věci“ („heritage asset“), která může být objektem památkového zájmu, souborem objektů nebo částí KP, částí části KP (atd. až do jakékoli libovolné podrobnosti), částí objektu památkového zájmu (opět do jakékoli podrobnosti), památkovou zónou, rezervací nebo ochranným pásmem. Jeden záznam má jeden identifikátor a mezi jeho vlastnosti (atributy) má patřit i právní vztah a vazba na jiné záznamy. Geografická identifikace má být prováděna prostřednictvím definičních bodů, polygonové prvky mají být použity na úrovni statistických obvodů, nově mají být pro potřeby památkového katalogu NPÚ a IISPP generovány v GIS rovněž prostorové relace s polygony rozsahu ochrany vymezenými v datové sadě A1 GIS. Jako problém je v dokumentaci popisováno, že NPÚ nemá online přístup k definičním bodům parcel a polygonům parcel katastru nemovitostí. Aplikace má evidovat všechny provedené datové změny.
Pro projekt „Památkový katalog (Informační systém evidence památek ve vazbě na RUIAN)“, plánovaný na období 1. července 2014 – 30. listopadu 2015, byla Národnímu památkovému ústavu přiznána 3. prosince 2014 dotace na základě žádosti předložené v rámci výzvy č. 17 Integrovaného operačního programu (jednoho z operačních programů EU v ČR), prioritní osa 1a a 1b – Rozvoj informační společnosti ve veřejné správě.
Pro projekt „Digitalizace fondů NPÚ“, plánovaný rovněž na období 1. července 2014 – 30. listopadu 2015, byla Národnímu památkovému ústavu přiznána 21. listopadu 2014 dotace na základě žádosti předložené v rámci výzvy č. 17  Integrovaného operačního programu, prioritní osa 6.1a Modernizace veřejné správy – cíl Konvergence. První části projektu je digitalizace dokumentačního a fotografického fondu NPÚ, tj. fotosbírky, mobiliárních fondů a základní dokumentace památkové péče související s agendou vedení Ústředního seznamu kulturních památek. Ve druhé části projektu  mají být ve specializovaném digitalizačním centru na špičkových strojích bezkontaktně skenovány části historických fondů NPÚ (grafiky, obrazy, textilie apod.) se zaměřením na mimořádně ohrožené dokumentační fondy – historické fotografie a skleněné negativy.
Souhrnná hodnota obou projektů činí podle tiskové zprávy ministerstva vnitra bezmála 39 milionů korun. Na projekt „Památkový katalog“ o celkovém rozpočtu 21 milionů korun přispějí strukturální fondy 18 miliony Kč, na projekt Digitalizace fondů NPÚ o rozpočtu necelých 18 milionů Kč přispějí 15 miliony Kč. Projekt Památkového katalogu řídí Ing. Petr Volfík, vedoucí odboru informatiky GŘ NPÚ.

## Seznam chráněného památkového fondu
Návrhy nového Zákona o památkovém fondu z roku 2008 a Zákona o ochraně památkového fondu z let 2013–2015 nazývají ústřední seznam památek a památkových území Seznam památkového fondu či Seznam chráněného památkového fondu. Podle návrhu z roku 2008 měly být do nového seznamu památky zapisovány pouze na základě stanovených náležitostí, tj. památky, o jejichž prohlášení památkou nejsou dostatečné doklady, by musely projít novým správním řízením, jinak by ochrana po přechodném období zanikla. Nový návrh z roku 2013 předpokládá opět pouhé automatické převzetí celého památkového fondu, tedy de facto pouhé přejmenování původního ústředního seznamu. Oba návrhy (2008 i 2013) předpokládaly zavedení statusu tzv. památek místního významu, až návrh z roku 2013 však požaduje jejich evidenci v centrálním Seznamu památkového fondu. Seznam má být informačním systémem veřejné správy, jehož správcem by mělo být Ministerstvo kultury a provozovatelem odborná organizace památkové péče. Systém má být propojen se základním registrem územní identifikace, adres a nemovitostí (RÚIAN).
Návrh zákona o ochraně památkového fondu, schválený vládou 20. listopadu 2015, v navrženém § 42 definuje seznam památkového fondu (zmiňuje jej s malým písmenem jako obecný název) jako informační systém veřejné správy, který je účelově zaměřeným a soustavně doplňovaným souborem údajů a dalších podkladů stanovených tímto zákonem, do nějž se zapisují  údaje o kulturních památkách, národních kulturních památkách a o památkových územích a ochranných památkových pásmech. Památky místního významu tento návrh zákona již nezmiňuje. Podle navržených přechodných ustanovení se kulturní památky chráněné podle zákona č. 20/1987 Sb. ve znění účinném přede dnem nabytí účinnosti nového zákona považují za kulturní památky i podle nového zákona. Obdobně převzaty by měly být i prohlášené národní kulturní památky, památkové rezervace, památkové zóny a ochranná památková pásma všech typů. Údaje obsažené v Ústředním seznamu kulturních památek České republiky se ke dni účinnosti nového zákona mají zapsat do seznamu památkového fondu. Pro veřejné údaje v seznamu zákon stanoví fikci úplnosti a pravdivosti (O údajích seznamu památkového fondu, které jsou veřejné, se má za to, že jsou zapsány v souladu se skutečným právním stavem a že jsou úplné.). Veřejnými údaji mají být: 
- název
- bližší identifikace (identifikační údaj o územním prvku nebo v prvků v RÚIAN, příp. slovní identifikace)
- rejstříkové číslo
- údaj o vzniku ochrany: datum vydání, číslo a datum nabytí právní moci rozhodnutí, právního aktu nebo právního předpisu, u kulturní památky zapsané do státního seznamu datum zápisu do tohoto seznamu
- údaj o změně rozsahu ochrany
- údaj o mezinárodně právní ochraně
- údaje o vymezení ochranného památkového pásma
- u památkových území údaje o plánu ochrany

Veřejný podklad seznamu památkového fondu má dále tvořit fotodokumentace kulturní památky, národní kulturní památky nebo památkového území pořízená z veřejného prostranství a plán ochrany. 
Jako neveřejné údaje se mají u věcí a staveb, které se neevidují v katastru nemovitostí, zapisovat údaje o vlastníkovi a údaj o umístění věci. Neveřejný podklad seznamu památkového fondu dále tvoří fotografická a další dokumentace nad rámec veřejné dokumentace (tedy například foto z interiérů atd.), rozhodnutí nebo závazná stanoviska orgánu památkové péče o věcech v památkovém území, které nejsou kulturními památkami, stavebně historický průzkum, závěrečná restaurátorská zpráva, operativní a další průzkumná dokumentace. 
Údaj stanovený zákonem má památkový ústav zapsat do seznamu památkového fondu bezodkladně poté, kdy jej obdrží. Údaj, který vznikl na základě jeho činnosti, má památkový ústav zapsat ve lhůtě 10 dnů ode dne vzniku tohoto údaje. Zapsané údaje se mají „zpracovávat“ (tj. uchovávat) trvale, s výjimkou údajů o vlastnictví památek, které se uchovávají pouze tři roky od zápisu zániku památky nebo zániku její ochrany. Chybné údaje, které vznikly zřejmým omylem, má památkový ústav opravit „na písemný návrh vlastníka nebo i bez návrhu“ do 30 dnů od zjištění a opravu oznámí vlastníkovi, v případě jeho nesouhlasu s opravou je věc předána k rozhodnutí ministerstvu.